# 주앙 카를루스 두스 산투스
주앙 카를루스 두스 산투스 (1972년 9월 10일 ~ )는 브라질의 전 축구 선수이다.

## 통계
| 브라질 | 브라질 | 브라질 |
| 연도   | 출전   | 골     |
| ------ | ------ | ------ |
| 1999   | 10     | 1      |
| 합계   | 10     | 1      |